# Space Act Agreement
Els Space Act Agreements (abreviat SAA) són un tipus d'acord legal estatunidenc especificats a la National Aeronautics and Space Act de 1958 (i posteriors autoritzacions del Congrés) que únicament permet a la NASA treballar amb qualsevol entitat que permeti el compliment del mandat de l'Administració. L'autorització més recent, la de 2010 de (Pub.L. 111–314) declara:
Contractes, Arrendaments i Acords.--En l'acompliment de les seves funcions, l'Administració està autoritzada, sense tenir en compte les subseccions (a) i (b) de la secció 3324 del títol 31, per entrar i realitzar aquests contractes, arrendaments, acords de cooperació o altres transaccions com sigui necessari en la realització del seu treball i en els termes que consideri oportuns, amb qualsevol agència o instrumentalitat dels Estats Units, o amb qualsevol Estat, territori, possessió o qualsevol subdivisió política d'aquest, o amb qualsevol persona, empresa, associació, corporació o institució educativa.
L'Agència compleix amb els SAAs amb la col·laboració de diversos socis per avançar en la missió i els objectius del programa de la NASA, incloses les activitats espacials cooperatives internacionals.